# Ulica Fryderyka Chopina w Kaliszu
Ulica Fryderyka Chopina – ulica w Kaliszu znajdująca się w trzech dzielnicach - Śródmieściu, Piskorzewiu i Ogrodach. Ma prawie 600 metrów długości. Jest jedną z ważniejszych i ruchliwszych ulic centrum miasta.

## Przebieg
Ulica Fryderyka Chopina zaczyna się na Nowym Rynku, przecina ulicę Złotą, przechodzi nad Prosną i kończy się na ulicy Tadeusza Kościuszki. Do mostu nad Prosną biegnie na granicy Śródmieścia i Piskorzewia, natomiast od tego miejsca na granicy Śródmieścia i Ogrodów. Od Nowego Rynku do ulicy Piskorzewie jest jednokierunkowa z ruchem zgodnym do kolejności numeracji budynków. Największy ruch panuje na odcinku od ulicy Wodnej do ulicy Kościuszki. W 2008 na odcinku jednokierunkowym przeprowadzono gruntowny remont ulicy.

## Obiekty
- PZU Centrum Likwidacji Szkód - filia, nr. 1
- Fabryka Fortepianów i Pianin Calisia, nr. 9
- Hotel Roma, nr. 9
- Pluszownia, nr. 23
- II Liceum Ogólnokształcące im. Tadeusza Kościuszki (do ul. Szkolnej 5)
- mBank, nr. 26-28
- Centrum Nauki i Biznesu Żak, nr. 26-28
- Compensa, nr. 26-28

## Komunikacja
Po ulicy Chopina poruszają się następujące linie autobusowe KLA: 1, 1A, 1B, 2, 3A, 3B, 3C, 3D, 4, 5, 6, 12, 12K, 16, 17 i 19E, a w okresie letnim także 12G. Jeździ tutaj również linia M przedsiębiorstwa MZK Ostrów Wielkopolski. Przy ulicy znajdują się jedynie dwa przystanki koło II LO.